# John Russell Deane
John Russell Deane (1896-1982) est un général américain.

## Biographie
Pendant la Seconde Guerre mondiale il travaille à l'ambassade des États-Unis à Moscou. 
Il participe à la Conférence de Moscou (1943) avec le ministre Cordell Hull.
À la Conférence de Moscou (1944), il représente les États-Unis avec l'ambassadeur Averell Harriman. 
Il a un fils général John Russell Deane Jr.